# 栋村
栋村（法語：Don，法語發音：[dɔ̃] ⓘ）是法国上法兰西大区北部省的一个市镇，位于该省中部偏西南，属于里尔区和里尔欧洲都会区。

## 地理
栋村（50°32'52"N, 2°55'11"E）面积2.32 平方千米，位于法国上法蘭西大區北部省，该省份为法国最北部的省份及最长的省份，西北濒北海，西接加来海峡省，南至埃纳省和索姆省，东与比利时接壤。
与栋村接壤的市镇（或旧市镇、城区）包括：阿莱讷莱马赖、阿讷兰、韦普地区桑甘、瓦夫兰。
栋村的时区为UTC+01:00、UTC+02:00（夏令时）。

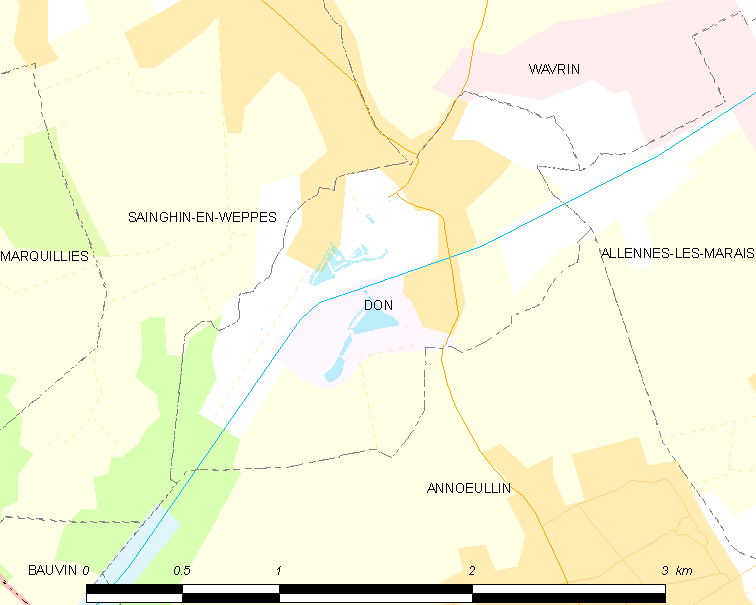
栋村的OSM定位图

## 行政
栋村的邮政编码为59272，INSEE市镇编码为59670。

## 政治
栋村所属的省级选区为阿讷兰县。

## 人口

1962-2008年间栋村人口变化图示

栋村于2022年1月1日时的人口数量为1401人。